# 怒涛の果て
『怒涛の果て』（どとうのはて、Wake of the Red Witch）は1948年のアメリカ合衆国の映画。出演はジョン・ウェインなど。初公開時のタイトルは『怒濤の果て』。
本作は、リパブリック・ピクチャーズの映画では珍しく製作費が高かった映画で、後にリパブリック・ピクチャーズの最も成功した作品の1つになった。

## キャスト
※括弧内は日本語吹替（初回放送1969年4月16日『サントリー名画劇場』）
- ロールス船長：ジョン・ウェイン（糸博）
- アンジェリーク：ゲイル・ラッセル（北浜晴子）
- サム：ギグ・ヤング（中田浩二）
- メイラント：ルーサー・アドラー（島宇志夫）
- テレア：アデル・マーラ（池田昌子）

## スタッフ
- 監督：エドワード・ルドウィグ
- 原作：ガーランド・ロアーク
- 脚本：ハリー・ブラウン、ケネス・ガメット
- 撮影：レジー・ラニング
- 音楽：ネイザン・スコット